# Grammicolepididae

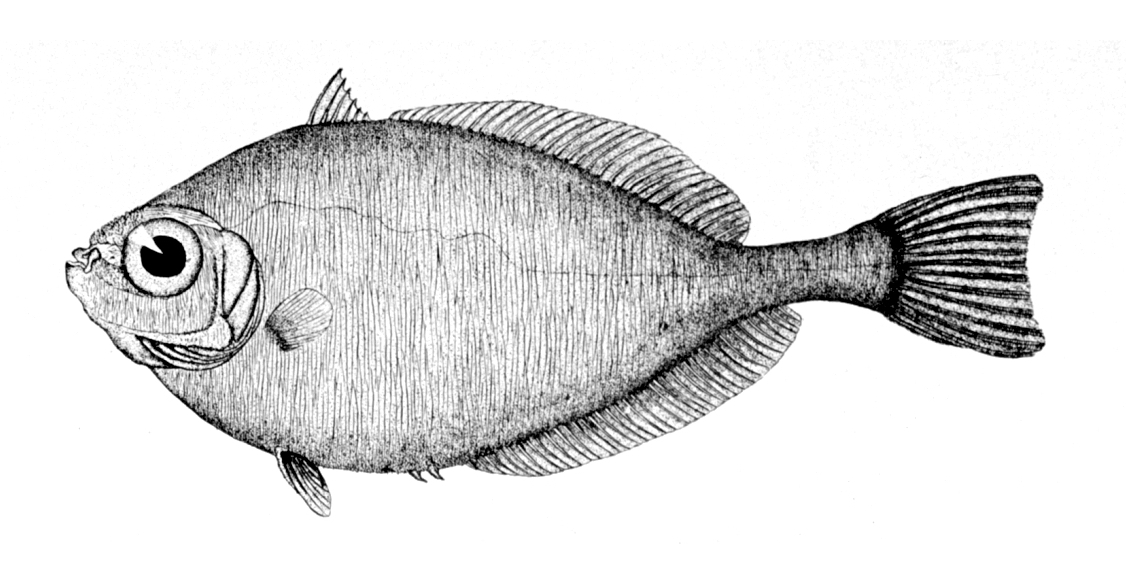
Grammicolepis brachiusculus

I Grammicolepididae sono una famiglia di pesci ossei marini appartenenti all'ordine Zeiformes.

## Distribuzione e habitat
Questa famiglia ha un areale disgiunto: Oceano Atlantico, soprattutto orientale e Oceano Pacifico occidentale. Sono pesci di profondità, comuni tra 100 e 800 metri.

## Descrizione
Questi piccoli parenti del pesce San Pietro sono molto schiacciati lateralmente e con corpo alto. Nella pinna dorsale e nella pinna anale sono presenti alcuni raggi spinosi allungati che, nei giovanili, possono raggiungere lunghezze notevoli. La base di queste pinne è fiancheggiata da file di placchette ossee spinose. La bocca è molto piccola. Le scaglie sono allungate verticalmente e sono presenti anche sulla testa..
Anche se Grammicolepis brachiusculus può eccezionalmente superare i 60 cm di lunghezza sono pesci di piccola taglia.

## Specie
- Genere Grammicolepis
  - Grammicolepis brachiusculus
- Genere Macrurocyttus
  - Macrurocyttus acanthopodus
- Genere Xenolepidichthys
  - Xenolepidichthys dalgleishi[2]